# Comandante generale del Corpo delle capitanerie di porto - Guardia costiera
Il comandante generale del Corpo delle capitanerie di porto – Guardia costiera è l'organo posto al vertice dell'ente della Repubblica Italiana posto a tutela del mare.
Il Comando generale è retto da un ammiraglio ispettore capo e ha la sua sede in viale dell'Arte a Roma nel quartiere dell'EUR presso il Ministero delle infrastrutture e dei trasporti ed è coadiuvato dalla figura dell'ammiraglio ispettore, che ricopre la carica di vicecomandante generale del corpo.
Viene nominato con decreto del presidente della Repubblica.

## Storia
In seguito a una della norme del decreto 11 novembre 1938 al vertice del Corpo della Capitanerie di porto veniva posto un ammiraglio di squadra appartenente al Corpo di stato maggiore della Regia Marina, tale situazione perdurò fino al gennaio 1946 quando al vertice del corpo tornò un tenente generale di porto proveniente dal Corpo delle Capitanerie. Dopo la riforma delle denominazioni dei gradi della Marina Militare introdotta con la legge 16 aprile 1973, n. 174, con cui gli ufficiali corpi tecnici e del Corpo delle Capitanerie portano gli stessi gradi degli altri ufficiali del Corpo di stato maggiore della Marina Militare, con l'aggiunta dei suffissi "(AN)", "(GN)", "(MD)", "(CM)", "(CP)" rimangono diverse le denominazioni dei gradi di ammiraglio ispettore (equivalente ad ammiraglio di divisione), e ammiraglio ispettore capo (equivalente ad ammiraglio di squadra), riservato solamente al comandante del corpo del Genio Navale e delle Armi Navali mentre nel Corpo di commissariato militare marittimo, della Sanità militare marittima e delle capitanerie di porto il massimo grado era ammiraglio ispettore. Successivamente il grado di ammiraglio ispettore capo venne esteso anche agli altri corpi tecnici e logistici e al corpo delle capitanerie di porto, che a partire dal 1994 ebbe la denominazione di Ammiraglio ispettore capo Comandante Generale. Precedentemente alla riforma del 1973 i gradi degli ufficiali tecnici e logistici avevano le stesse denominazioni in uso nell'Esercito italiano, quindi il contrammiraglio si chiamava maggior generale di porto e l'ammiraglio ispettore tenente generale di porto, mentre, nei corpi dove previsto, l'ammiraglio ispettore capo precedentemente alla legge 16 aprile 1973, n. 174 era denominato generale ispettore.
Con il decreto del presidente della Repubblica del 12 febbraio 2013, n. 29, e con il decreto legislativo 28 gennaio 2014, n. 8, per la "riduzione delle dotazioni organiche" essendo stato abolito il grado di ammiraglio ispettore capo per i Corpi sanitario militare marittimo (SAN), di commissariato (CM) e delle capitanerie di porto (CP), la funzioni di comandanti dei suddetti Corpi della Marina Militare e quindi del Corpo delle capitanerie di porto - Guardia costiera venivano svolte nel grado di ammiraglio ispettore. Successivamente, per effetto del decreto legislativo 29 maggio 2017, n. 94, “Disposizioni in materia di riordino dei ruoli e delle carriere del personale delle Forze armate”, l'articolo 133 del codice dell'ordinamento militare prevede, in luogo della designazione legata all'anzianità di grado, una nuova procedura di nomina del Comandante Generale del Corpo delle Capitanerie di porto – Guardia Costiera. L'incarico attualmente è quindi attribuito con decreto del Presidente della Repubblica adottato sulla base della proposta, condivisa e paritetica, del Ministro della difesa, sentito il Capo di stato Maggiore della Difesa, e del Ministro delle infrastrutture e dei trasporti, prevedendo, contestualmente, il conferimento del grado di Ammiraglio Ispettore Capo al vertice del Corpo e la permanenza in carica per non meno di due anni; ove raggiunto dal limite di età, è richiamato in servizio d'autorità fino al termine del mandato.
Pertanto, a decorrere dall'8 luglio 2017, è stato conferito il grado di Ammiraglio Ispettore Capo al Comandante Generale allora in carica Vincenzo Melone.
Il Comandante generale del Corpo delle capitanerie di porto, nella qualità di Capo di corpo, dipende dal Capo di stato maggiore della Marina militare per gli aspetti tecnico-militari attinenti al Corpo.

## Competenze
Il comandante generale del Corpo delle capitanerie di porto - Guardia costiera è Responsabile del coordinamento e del controllo di tutte le attività svolte dalle Capitanerie di Porto e del coordinamento generale delle attività di ricerca e soccorso e cura i rapporti istituzionali rappresentandolo ufficialmente, ed è custode della Bandiera di guerra e delle tradizioni dell'Istituzione.

## Le figure

Insegna per paramano di Comandante Generale del Corpo

### Comandante generale
Il distintivo per paramano del Comandante generale del Corpo delle capitanerie di porto è costituito da un giro di bitta, due binari e una greca. Analogamente il distintivo per controspallina è provvisto di tre stellette. Il codice di equivalenza NATO è OF-8.
L'attuale comandante generale del Corpo delle capitanerie di porto è l'Ammiraglio Ispettore Capo (CP) Nicola Carlone, in carica dal 24 luglio 2021.

### Vice comandante generale
Il vice comandante generale del Corpo delle capitanerie di porto è l'ammiraglio ispettore (CP) Sergio LIARDO.

## Cronotassi dei comandanti generali

Francesco Mazzinghi

Ten. gen. Francesco Marena

| Data inizio       | Data fine         | Nome                                  | Grado                                               |
| ----------------- | ----------------- | ------------------------------------- | --------------------------------------------------- |
| 1910              | 31 dicembre 1919  | Francesco Mazzinghi                   | Generale di Porto Ispettore                         |
| 01 gennaio 1920   | 31 dicembre 1924  | Ernesto Policastro                    | Generale Capo di Porto                              |
| 01 gennaio 1920   | 31 dicembre 1924  | Ernesto Policastro                    | Generale Capo di Porto                              |
| 01 gennaio 1925   | 18 aprile 1925    | Federico Mandillo                     | Generale di Porto Ispettore                         |
| 19 aprile 1925    | 21 dicembre 1927  | Giulio Ingianni                       | Tenente Generale di Porto                           |
| 21 dicembre 1927  | 08 settembre 1930 | Pirro Alferi Osorio                   | Tenente Generale di Porto                           |
| 09 settembre 1930 | 31 dicembre 1935  | Francesco Marena                      | Tenente Generale di Porto                           |
| 01 gennaio 1936   | 30 giugno 1936    | Carlo Vergara Caffarelli di Craco     | Tenente Generale di Porto                           |
| 01 luglio 1936    | 31 dicembre 1936  | Francesco Pasciuto                    | Tenente Generale di Porto                           |
| 01 gennaio 1937   | 02 gennaio 1939   | Armando Gaeta                         | Tenente Generale di Porto                           |
| 03 gennaio 1939   | 09 luglio 1939    | Mario Falangola                       | Ammiraglio di Squadra                               |
| 10 luglio 1939    | 30 giugno 1940    | Silvio Salza                          | Ammiraglio di Squadra                               |
| 01 gennaio 1942   | 08 settembre 1943 | Mario Falangola                       | Ammiraglio di Squadra                               |
| 08 settembre 1943 | 14 gennaio 1946   | Aldo Ascoli                           | Ammiraglio di Divisione (FF. Comandante Generale)   |
| 15 gennaio 1946   | 31 dicembre 1947  | Antonio Bisconti                      | Tenente Generale di Porto (FF. Comandante Generale) |
| 01 gennaio 1948   | 31 gennaio 1951   | Alberto Pace                          | Tenente Generale di Porto                           |
| 01 febbraio 1951  | 31 dicembre 1954  | Francesco Serra Maninchedda           | Tenente Generale di Porto                           |
| 01 gennaio 1955   | 02 febbraio 1961  | Alfonso Federici                      | Tenente Generale di Porto                           |
| 03 febbraio 1961  | 17 ottobre 1965   | Michele Carnino                       | Tenente Generale di Porto                           |
| 18 ottobre 1965   | 11 febbraio 1967  | Domenico Modica                       | Tenente Generale di Porto                           |
| 12 febbraio 1967  | 27 ottobre 1970   | Mario Battaglieri                     | Tenente Generale di Porto                           |
| 28 ottobre 1970   | 28 gennaio 1973   | Francesco Carfì                       | Tenente Generale di Porto                           |
| 29 gennaio 1973   | 01 aprile 1974    | Demetrio Rando                        | Ammiraglio Ispettore (CP)                           |
| 02 aprile 1974    | 09 settembre 1977 | Alfredo Gifuni                        | Ammiraglio Ispettore (CP)                           |
| 10 settembre 1977 | 28 agosto 1982    | Ugo Balducci Riccitelli               | Ammiraglio Ispettore Capo (CP)                      |
| 29 agosto 1982    | 31 dicembre 1986  | Luigi Romani                          | Ammiraglio Ispettore Capo (CP)                      |
| 01 gennaio 1987   | 26 agosto 1989    | Francesco Cerenza                     | Ammiraglio Ispettore Capo (CP)                      |
| 27 agosto 1989    | 03 aprile 1990    | Franco Marzio                         | Ammiraglio Ispettore Capo (CP)                      |
| 04 aprile 1990    | 06 settembre 1995 | Giuseppe Francese                     | Ammiraglio Ispettore Capo (CP) Comandante Generale  |
| 07 settembre 1995 | 04 maggio 1996    | Mario De Palo                         | Ammiraglio Ispettore Capo (CP) Comandante Generale  |
| 05 maggio 1996    | 14 dicembre 1999  | Renato Ferraro di Silvi e Castiglione | Ammiraglio Ispettore Capo (CP) Comandante Generale  |
| 15 dicembre 1999  | 25 novembre 2004  | Eugenio Sicurezza                     | Ammiraglio Ispettore Capo (CP) Comandante Generale  |
| 26 novembre 2004  | 04 luglio 2007    | Luciano Dassatti                      | Ammiraglio Ispettore Capo (CP) Comandante Generale  |
| 05 luglio 2007    | 18 giugno 2010    | Raimondo Pollastrini                  | Ammiraglio Ispettore Capo (CP) Comandante Generale  |
| 19 giugno 2010    | 07 ottobre 2010   | Ferdinando Lolli                      | Ammiraglio Ispettore Capo (CP) Comandante Generale  |
| 08 ottobre 2010   | 24 febbraio 2012  | Marco Brusco                          | Ammiraglio Ispettore Capo (CP) Comandante Generale  |
| 25 febbraio 2012  | 01 giugno 2013    | Pierluigi Cacioppo                    | Ammiraglio Ispettore Capo (CP) Comandante Generale  |
| 02 giugno 2013    | 01 novembre 2015  | Felicio Angrisano                     | Ammiraglio Ispettore Capo (CP) Comandante Generale  |
| 02 novembre 2015  | 07 luglio 2017    | Vincenzo Melone                       | Ammiraglio Ispettore (CP) Comandante Generale       |
| 08 luglio 2017    | 08 febbraio 2018  | Vincenzo Melone                       | Ammiraglio Ispettore Capo (CP) Comandante Generale  |
| 09 febbraio 2018  | 23 luglio 2021    | Giovanni Pettorino                    | Ammiraglio Ispettore Capo (CP) Comandante Generale  |
| 24 luglio 2021    | (in carica)       | Nicola Carlone                        | Ammiraglio Ispettore Capo (CP) Comandante Generale  |